# Earias vitella
Earias vitella är en fjärilsart som beskrevs av Sherborn 1902. Earias vitella ingår i släktet Earias och familjen trågspinnare. Inga underarter finns listade i Catalogue of Life.